# Cicerone Theodorescu
Cicerone Theodorescu (n. 9 februarie 1908, București, România – d. 18 februarie 1974, București, România) a fost un poet și traducător român. A semnat și Radu Lăncieru, Victor Sângeru, C. Tudor, C. Tudoran.

## Biografie
Tatăl lui Cicerone Theodorescu a fost muncitor la Căile Ferate Române. După absolvirea liceului în București, a studiat la Facultatea de Literatură și Filosofie a Universității din București. Apoi a fost profesor la diferite licee și a funcționat ca editor și reporter. A colaborat la presa de stânga și a semnat, împreună cu alți intelectuali democrați, proteste împotriva tendinței țării spre fascism, în timpul lui Ion Antonescu. După 23 August 1944 a deținut funcții importante la Centrala Cărții, a fost vicepreședinte al Societății Scriitorilor Români din anul 1944 și redactor-șef la revista Viața Românească din 1948. A debutat în 1925 în Universul literar al lui Perpessicius,, apoi a publicat în Bilete de papagal, Azi, Credința, Cuvântul, Cuvântul liber, Facla, România literară, Lumea, Sinteza, Universul literar, Gazeta literară, Viața Românească, Vremea, Zodiac, Luceafărul etc.

## Activitatea literară
Prima sa carte a fost Cleștar (1936), cu versuri ermetice. A început ca poet suprarealist, însă a adus în poezie mașinismul industrial, tratat  expresionist: Un cântec din ulița noastră, Premiul de stat, 1953. Se remarcă prin versuri inspirate din munca și suferințele feroviarilor. Este principalul traducător al lui Vladimir Maiakovski, în românește. A tradus din Aleksandr Tvardovski, William Blake, Jerôme Carcopino, Lino Curci. În ultimii ani ai vieții (1971-1972) petrece lungi perioade la Roma, scriind un poem despre Traian (rămas inedit).

## Distincții
- Ordinul Muncii clasa a II-a (9 iunie 1954) „pentru merite deosebite în domeniul creației literare”[4]
- Ordinul Muncii clasa I (5 februarie 1958) „cu prilejul împlinirii a 50 ani de viață, pentru merite deosebite în domeniul creației literare”[5]
- Ordinul „Steaua Republicii Populare Romîne” clasa a IV-a (12 august 1959) „pentru activitate rodnică în dezvoltarea științei și culturii din Republica Populară Romînă”[6]
- Ordinul „Meritul Cultural” clasa I (1971) „pentru merite deosebite în opera de construire a socialismului, cu prilejul aniversării a 50 de ani de la constituirea Partidului Comunist Român”[7]

## Opera
- Clestar, versuri. Bucuresti, 1936;
- C. F. R., versuri. Bucuresti, 1938;
- Focul din amnar, versuri. Bucuresti, 1946;
- Cintece de galera. Bucuresti, 1946;
- Napârstoc si alte povestiri pentru copiii nostri. Bucuresti, 1946 (ed. II, 1947);
- Ograda minunata. Bucuresti, 1948 (ed. II, 1949);
- Povestea cu piticul boier. Bucuresti, 1948;
- Cintece de galera, precedate de Clestar, intregite cu Focul din amnar. Bucuresti, 1949;
- Calea Grivitei. Bucuresti, 1949;
- Din toamna lui '39. Bucuresti, 1949;
- Intimplarea din gradina. Bucuresti, 1952 (ed. II, 1955; ed. III, 1960);
- Un an intreg. Bucuresti, 1952;
- Gogu Pintenogu, Bucuresti, 1953 (ed. II, 1956; ed. III, 1959);
- Un cintec din ulita noastra. Bucuresti, 1953 (ed. II, 1957);
- Faurari de frumusete. Bucuresti, 1954;
- Paunita a crescut. Bucuresti, 1954;
- Scriitorul si cartea la noi. Bucuresti, 1954;
- O scolarita in padure. Bucuresti, 1955;
- Versuri alese, vol. I -  Drumul simplitatii; vol. II - Faurari de frumusete)". Bucuresti, 1955;
- Vistavoiul diminetii. Bucuresti, 1956;
- Oameni si dragoste. Bucuresti, 1958;
- Izvoare fermecate (folclor). Bucuresti, 1958;
- William Blake. Poeme. Bucuresti, 1958;
- Poezii, cu o pref. de I. Vitner. Bucuresti, 1959;
- Atentie, copii!. Bucuresti, 1961;
- Copiii cartierului. Bucuresti, 1961;
- De dragoste. Bucuresti, 1961;
- Baiatul cu povestile. Bucuresti, 1963;
- Povestea Ioanei. Bucuresti, 1963 (ed. II, 1966);
- Poteca lunii, pref. de R. Popescu, Bucuresti, 1964;
- Hronic, Bucuresti. 1965;
- Zburatorul din larg. Bucuresti, 1965;
- Padurea de clestar. Bucuresti, 1967;
- Tarmul singuratic. Bucuresti, 1968;
- Scrieri, I-II, ed. ingrijita de autor. Bucuresti, 1969;
- Platosa duratei. Bucuresti, 1973 ;
- Poezii pentru copii, pref. de R. Boureanu. Bucuresti, 1975;
- Nebunul regelui, pref. de M. Gafita. Bucuresti, 1976; [8]
- De bello dacico, text ingrijit de Coralia C. Theodorescu, postfata de Al. Balaci. Bucuresti, 1989.

## Traduceri
- VI. Maiakovski - In gura mare. Bucuresti, 1949; ed. II, 1956 (trad.);
- VI. Maiakovski - Lenin. Bucuresti, 1949 (trad.);
- VI. Maiakovski - Lenin e cu noi. Bucuresti, 1950 (trad.);
- A. Tvardovski - Vasili Tiorchin. Carte despre ostas. Bucuresti, 1953; ed. II, 1957 (trad.);
- VI. Maiakovski - Vladimir Ilici Lenin, Bucuresti, 1954; ed. II, 1956 (trad.);
- VI. Maiakovski - Iubesc. Bucuresti, 1956 (trad.);
- VI. Maiakovski -  150.000.000. Bucuresti, 1956 (trad.);
- VI. Maiakovski - Plosnita. Bucuresti, 1957 (trad.);
- VI. Maiakovski - Satire. Bucuresti, 1957 (trad.);
- Federico Garcia Lorca - Casa Bernardei Alba, de Federico Garcia Lorca. in "4 piese de teatru - Federico Garcia Lorca"; cuv. înainte: Mihnea Gheorghiu. ESPLA, 1958
- Vladyslav Broniewski - Versuri alese. Bucuresti, 1960 (trad.);
- Vl. Maiakovski - Opera poetica, I-II. Bucuresti, 196l-l963 (trad.);
- Maiakovski - Trei poeme de dragoste. Bucuresti, 1970 (trad.);
- Lino Curci - Raport din cosmos. Bucuresti, 1972 (trad.);
- VI. Maiakovski - Poeme. Bucuresti, 1973 (trad.);
- VI. Maiakovski - Octombrie. Bucuresti, 1977 (trad.);
- Jerôme Carcopino - Viata cotidiană în Roma la apogeul imperiului. Bucuresti, 1979 (trad.);